# Palmariggi
Palmariggi község (comune) Olaszország Puglia régiójában, Lecce megyében.

## Fekvése
A Salentói-félsziget déli részén fekszik, Otrantótól nyugatra.

## Története
Első írásos említése 1269-ből származik, habár a régészeti leletek alapján már korábban lakott vidék volt. A következő századokban nemesi birtok volt. 1806-ban vált önállóvá, amikor a Nápolyi Királyságban felszámolták a feudalizmust.

## Népessége
A népesség számának alakulása:

## Főbb látnivalói
- San Luca-templom - 18. századi barokk templom.
- Madonna della Palma-templom - 18. századi barokk templom.
- Palazzo Marcucci - 18. századi nemesi palota
- Palazzo Modoni - 1796-ban épült nemesi palota.
- Torre dell’Orologio - 1885-ben épült óratorony.
- Castello - a 15. században épült a szomszédos Otranto védelmére.